# Liga de la Augsburg
Liga de la Augsburg a fost o alianță politică defensivă, menită a stăvili expansionismul Franței lui Ludovic al XIV-lea. Din 1688, când Anglia s-a alăturat alianței, a fost cunoscută drept Marea Ligă, durând până în 1697. Războiul lui Ludovic împotriva Ligii de la Augusburg a fost unul dintre cele două mari conflicte care au zguduit simultan Europa sfârșitului de secol XVII, celălalt fiind Războiul dintre Imperiul Otoman și Sfântul Imperiu Roman. 